# جکسون هول

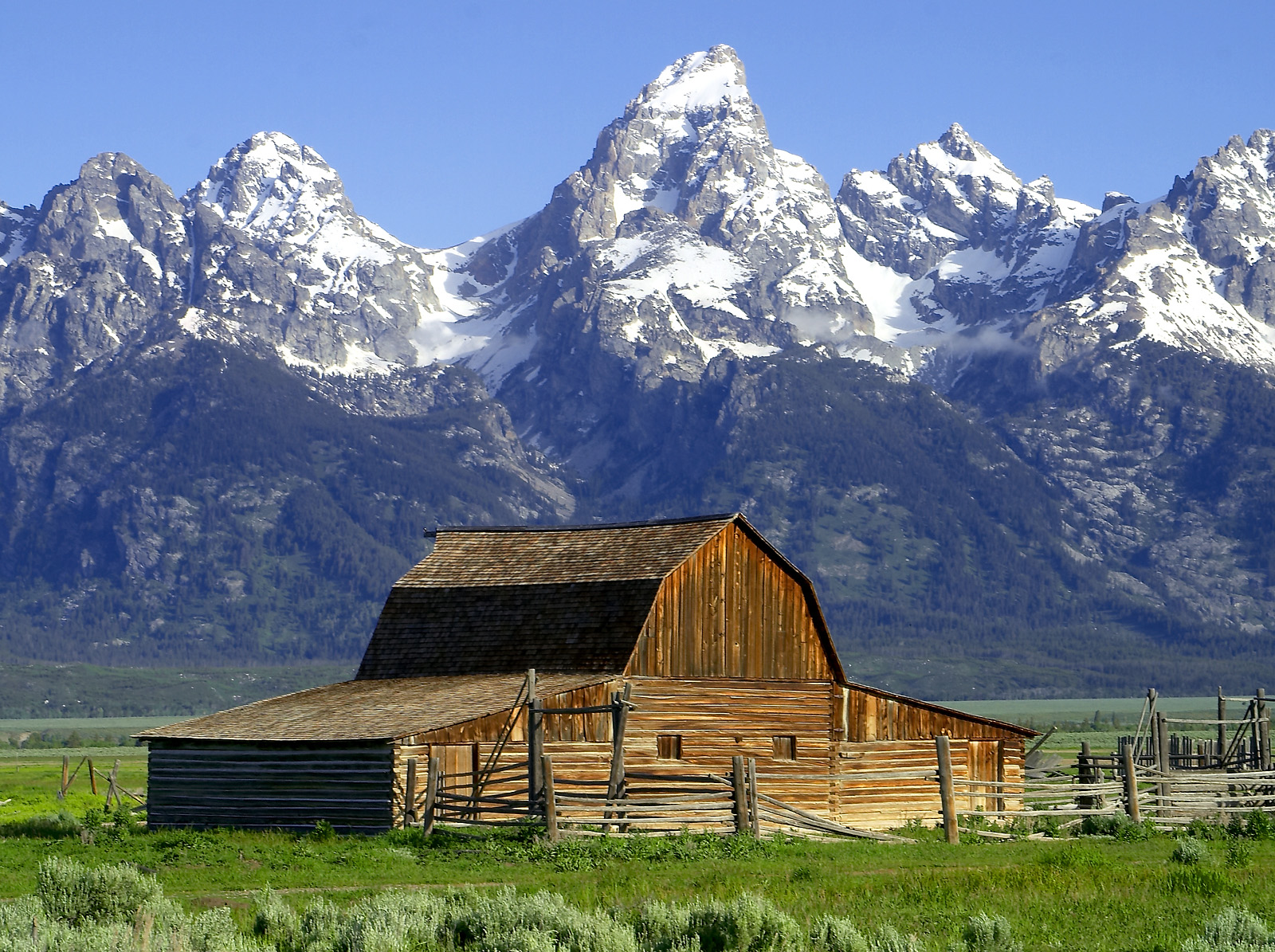

جکسون هول (که در ابتدا مردان کوهستان آن را حفره جکسون می نامند) دره ای است بین رشته کوه‌های گروس ونتره و تیتان در ایالت وایومینگ آمریکا، در نزدیکی مرز با آیداهو. اصطلاح «حفره» توسط دامداران اولیه یا مردان کوهستان به عنوان اصطلاحی برای یک دره کوهی بزرگ استفاده می‌شد. این دره‌های کم ارتفاع که با کوه احاطه شده و دربرگیرندهٔ رودخانه‌ها و جویبارهایی هستند، زیستگاه خوبی برای سگ آبی و سایر حیوانات خزدار است. جکسون هول ۵۵ مایل طول (۸۹ کیلومتر) و بین ۶ تا ۱۳ مایل (۱۰ تا ۲۱) کیلومتر) عرض دارد و یک دره فروزمین است که به‌طور متوسط ۶۸۰۰ فوت (۲۱۰۰ متر) ارتفاع دارد، کمترین نقطه آن در نزدیکی مرز جنوبی پارک با ۶۳۵۰ فوت (۱۹۴۰ متر) ارتفاع است.

## نگارخانه

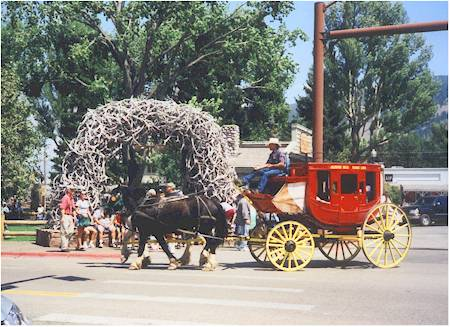
میدان جکسون
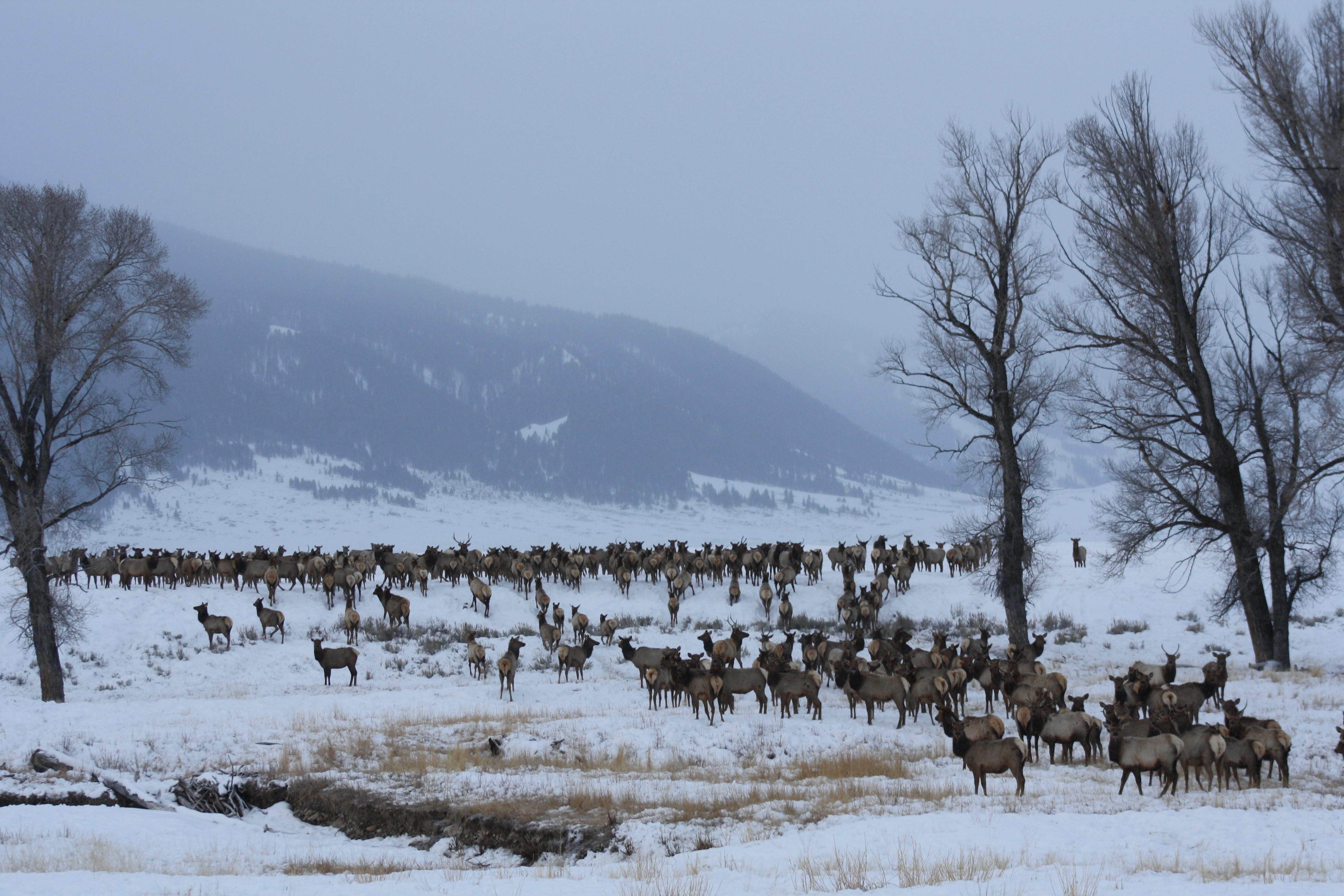
پناهگاه ملی گوزن ها
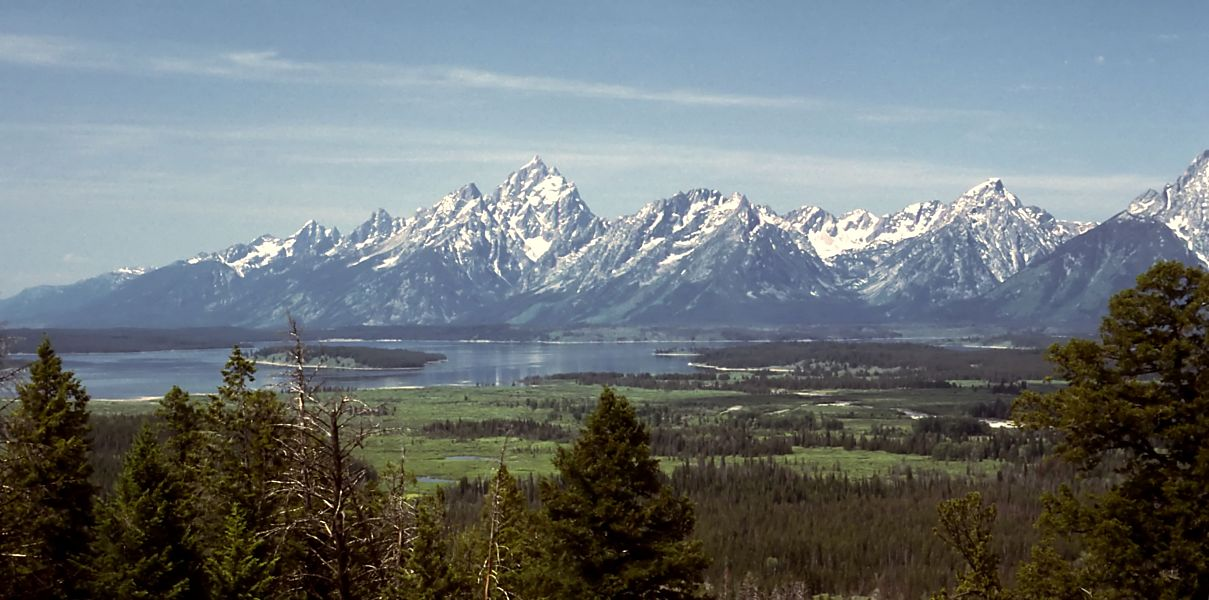
محدوده تیتان
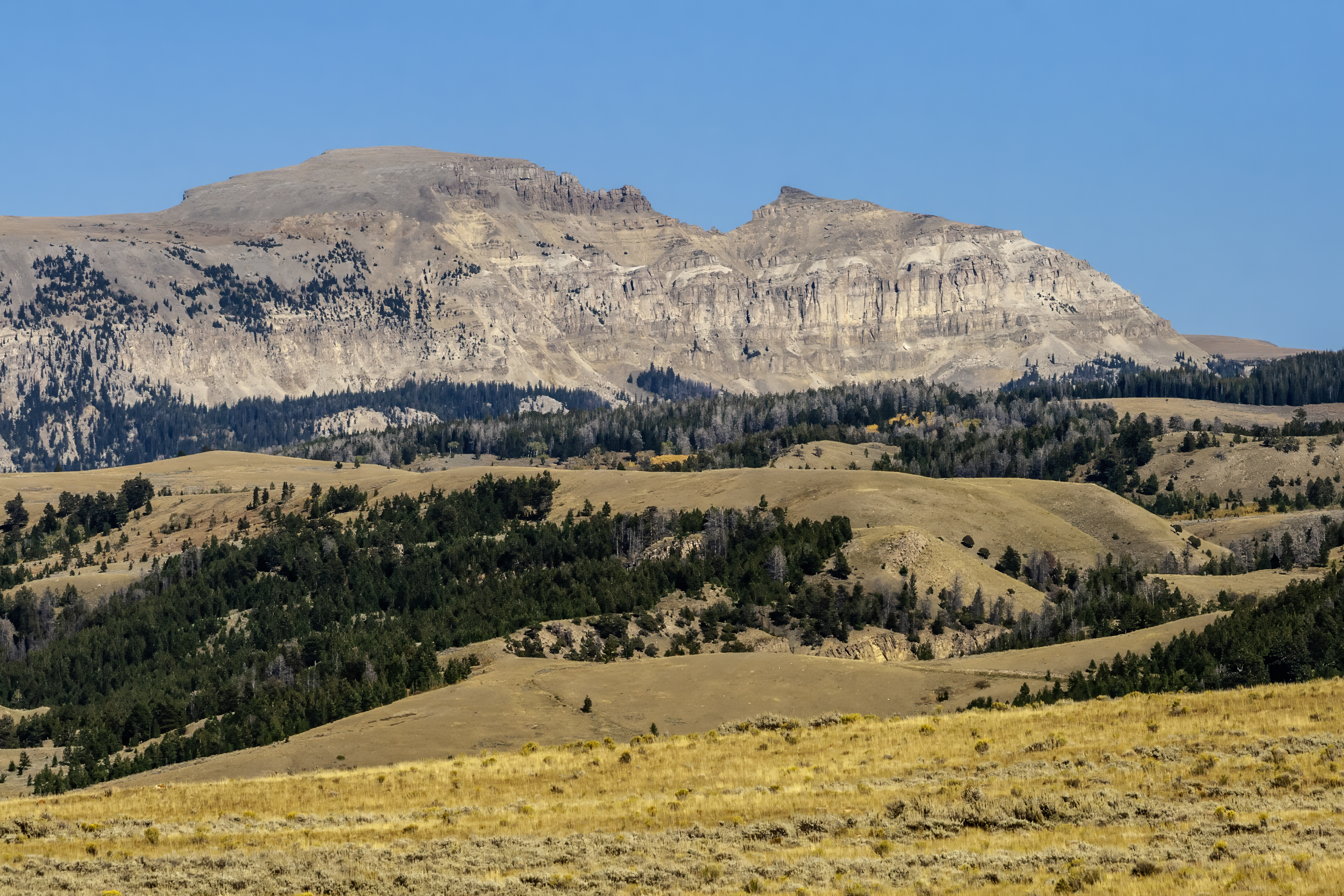
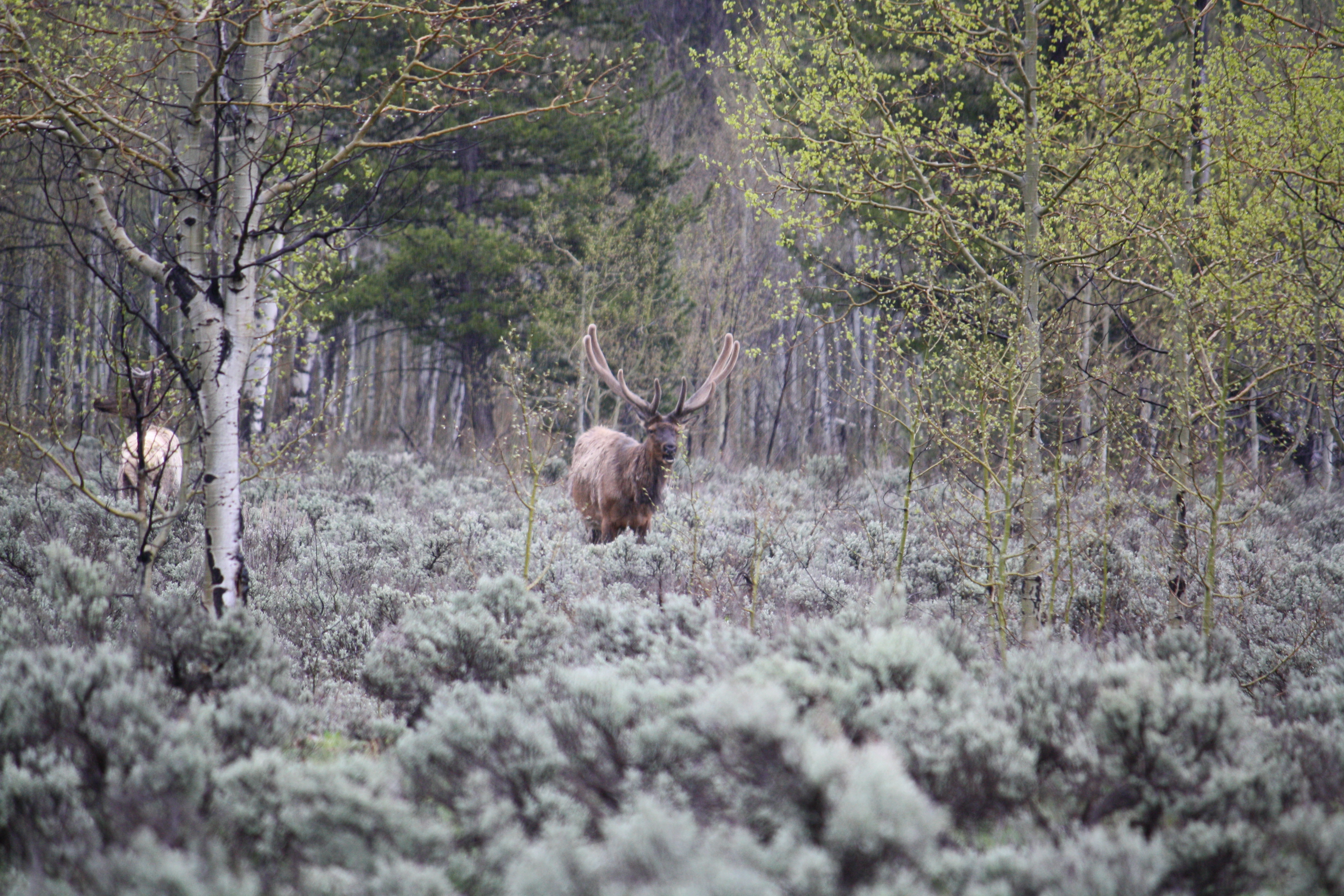
گوزن در طبیعت